# Morgan Palmer Hubbard
Morgan Palmer Hubbard, född 30 juli 1983 i London, är en brittisk skådespelare. Han har haft roller i olika TV-produktioner, bland annat i fjärde säsongen av TV-serien The Tribe.